# Erax nigrocinctus
Erax nigrocinctus là một loài ruồi trong họ Asilidae. Erax nigrocinctus được Becker miêu tả năm 1909. Loài này phân bố ở vùng nhiệt đới châu Phi.